# Chamrousse
Chamrousse is een gemeente in het Franse departement Isère (regio Auvergne-Rhône-Alpes) en telt 518 inwoners (1999). De plaats maakt deel uit van het arrondissement Grenoble.

## Geografie
De oppervlakte van Chamrousse bedraagt 13,3 km², de bevolkingsdichtheid is 38,9 inwoners per km².
De onderstaande kaart toont de ligging van Chamrousse met de belangrijkste infrastructuur en aangrenzende gemeenten.

## Demografie
Onderstaande figuur toont het verloop van het inwonertal (bron: INSEE-tellingen).

## Wintersport
Chamrousse heeft heel wat te bieden op het vlak van wintersport. Het is bekend van zijn Olympische pistes van de Winterspelen in 1968.

## Wielrennen
Chamrousse was vier keer etappeplaats in de wielerkoers Ronde van Frankrijk.
De ritwinnaars in Chamrousse zijn:
- 2001: Lance Armstrong
- 2014: Vincenzo Nibali

Lance Armstrong werd jaren later gediskwalificeerd i.v.m. dopinggebruik. 